# Конвой № 2312
Конвой № 2312 — японський конвой часів Другої світової війни, проведення якого відбувалось у січні — лютому 1944 року.
Конвой сформували в Рабаулі — головній передовій базі в архіпелазі Бісмарка, з якої японці вже два роки провадили операції на Соломонових островах та сході Нової Гвінеї. Місцем призначення при цьому був атол Трук (Чуук) на сході Каролінських островів, який до середини лютого 1944 року виконував роль головної бази японського ВМФ у південно-східному секторі фронту. До складу коновою увійшли транспорти «Ніппонкай-Мару» та «Мацутан-Мару» («Шотан-Мару»), а ескорт забезпечували есмінці «Мацукадзе» та «Фуміцукі».
30 січня 1944 року конвой вийшов із Рабаула та попрямував на північ. 1 лютого до нього приєднався тральщик W-21, що вийшов із Кавіенгу (друга за значенням японська база в архіпелазі Бісмарка на острові Нова Ірландія), а наступної доби тральщик та «Фуміцукі» зазнали пошкоджень при атаці американської авіації. Ввечері 4 лютого через пошкодження W-21 відстав від конвою, проте невдовзі наздогнав його. 6 лютого конвой досяг Труку.
«Ніппонкай-Мару» встигне покинути Трук, але «Мацутан-Мару» затримається тут та буде потоплений під час масштабної атаки авіаносного з'єднання 18 лютого 1944 року.